# Als Beale Street kon praten
Als Beale Street kon praten (Engels: If Beale Street Could Talk) is een Amerikaanse roman uit 1974 van auteur James Baldwin.

## Verhaal
De roman focust zich hoofdzakelijk op de levens van enkele arme, zwarte Amerikanen uit de New Yorkse wijk Harlem. Centraal in het verhaal staan Tish, een 19-jarig meisje wier echte naam Clementine Rivers luidt, en haar 22-jarige verloofde Fonny, een beeldhouwer wiens echte naam Alonzo Hunt is. De twee wonen in dezelfde straat, Beale Street, en staan in de buurt bekend als Romeo en Julia. Fonny wordt er door de racistische politieagent Bell ingeluisd en ten onrechte beschuldigd van het verkrachten van de Puerto Ricaanse vrouw Victoria Rogers. Hoewel hij een alibi heeft belandt Fonny in The Tombs, een beruchte gevangenis in New York.
Na zijn gevangenschap ontdekt Tish dat ze zwanger is. Samen met haar familie en advocaat proberen ze Fonny te steunen en vrij te krijgen alvorens ze bevalt. Sharon, de moeder van Tish, reist de naar Puerto Rico teruggekeerde Victoria Rogers achterna in de hoop bewijs van Fonny's onschuld te vinden. De vrouw weigert echter om haar getuigenis te veranderen.
Uiteindelijk weten Tish en haar familieleden voldoende geld te verzamelen om Fonny's borgsom te betalen. Dezelfde dag pleegt Fonny's vader zelfmoord nadat hij betrapt werd op het stelen van goederen die hij wilde doorverkopen om de borgsom van zijn zoon te betalen. Wat later wordt de baby van Tish en Fonny geboren, maar hun toekomst blijft onzeker.

## Thema's
De centrale thema's in het boek zijn racisme en de dagelijkse strijd van zwarte Amerikanen in een stedelijke omgeving. Het verhaal speelt zich niet alleen af in Harlem, een arme en overwegend zwarte buurt in New York, maar wordt ook verteld vanuit het standpunt van Tish, een jonge, zwarte vrouw wier verloofde door een blanke, racistische agent geviseerd wordt en uiteindelijk ten onrechte gearresteerd wordt. De auteur toont hoe snel en makkelijk de onschuldige Fonny in de gevangenis belandt en wat een emotionele en financiële lijdensweg het is om hem opnieuw uit de gevangenis te krijgen.
Naast de liefde tussen Tish en Fonny toont Baldwin ook het belang van sterke familiale banden in moeilijke tijden. Terwijl Fonny machteloos in de gevangenis zit, zijn het de familieleden van Tish die er alles aan doen om zijn onschuld te bewijzen en de financiële kosten te dragen. Fonny's eigen familie laat hem grotendeels in de steek. Enkel zijn vader, Frank Hunt, zet zich in voor zijn zoon.

## Verfilmingen
- À la place du coeur (Robert Guédiguian, 1998)
- If Beale Street Could Talk (Barry Jenkins, 2018)